# Figeac
Figeac es una localidad y comuna francesa situada en el departamento de Lot, en la región de Mediodía-Pirineos, a orillas del río Célé.

## Geografía
Figeac limita con las comunas de Camburat, Planioles, Viazac, Lunan, Capdenac, Faycelles, Béduer, Camboulit y Lissac-et-Mouret.

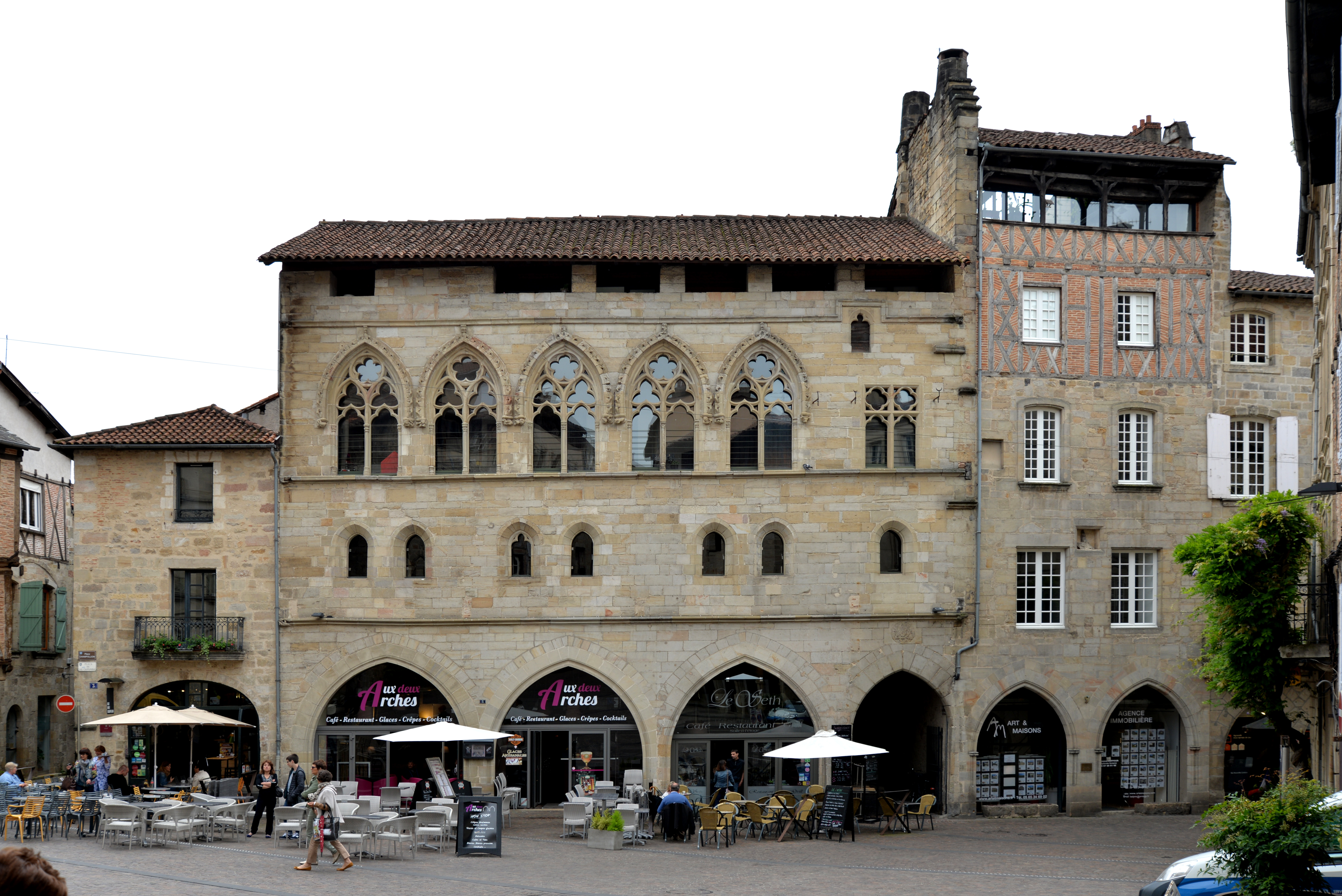
Place Champollion

| Noroeste: Camburat                  | Norte: Planioles | Noreste: Viazac   |
| Oeste: Camboulit y Lissac-et-Mouret |                  | Este: Lunan       |
| Suroeste: Béduer                    | Sur: Faycelles   | Sureste: Capdenac |

## Historia
Aunque hay restos de ocupación humana  en la zona desde el Neolítico, el origen de Figeac se remonta al siglo IX cuando se funda una abadía benedictina de Saint-Saveur. Recuperada de algunos saqueos vikingos en el siglo IX, la ciudad crece en la Edad Media gracias a su excelente ubicación en las rutas de peregrinación de Compostela y Rocamadour. La orden de los Hospitalarios funda una encomienda en 1187 (cuyo edificio puede todavía visitarse). Aparece también una burguesía de comerciantes y artesanos e incluso Felipe IV concede a la ciudad el privilegio de acuñar moneda. La Guerra de los Cien Años y la peste negra marcan el final de esos años dorados.
En el inicio de la Era Moderna, Figeac vive también tiempos turbulentos marcados por las guerras de religión y las revueltas campesinas, como la de los crocantes. En los siglos XVII y XVIII, la ciudad deviene el centro administrativo y comercial de una comarca marcadamente agrícola. El siglo XIX se derriban las murallas, se construyen bulevares y se reforman los antiguos palacios medievales a la moda burguesa. En 1862 la ciudad queda conectada por ferrocarril en la línea Toulouse-Brive y más adelante se construye la variante a Aurillac. En 1917 se funda la fábrica Ratier de componentes aeronáuticos, todavía en funcionamiento. 
En la actualidad, además de ser un centro de servicios del departamento de Lot, Figeac se ha convertido en una ciudad con un importante atractivo turístico por su arquitectura medieval, por ser una de las etapas del Camino de Santiago y por su oferta cultural que incluye el Museo Champollion - Les Écritures du Monde, el Festival de Teatro de Figeac y los Encuentros Musicales de Figeac.

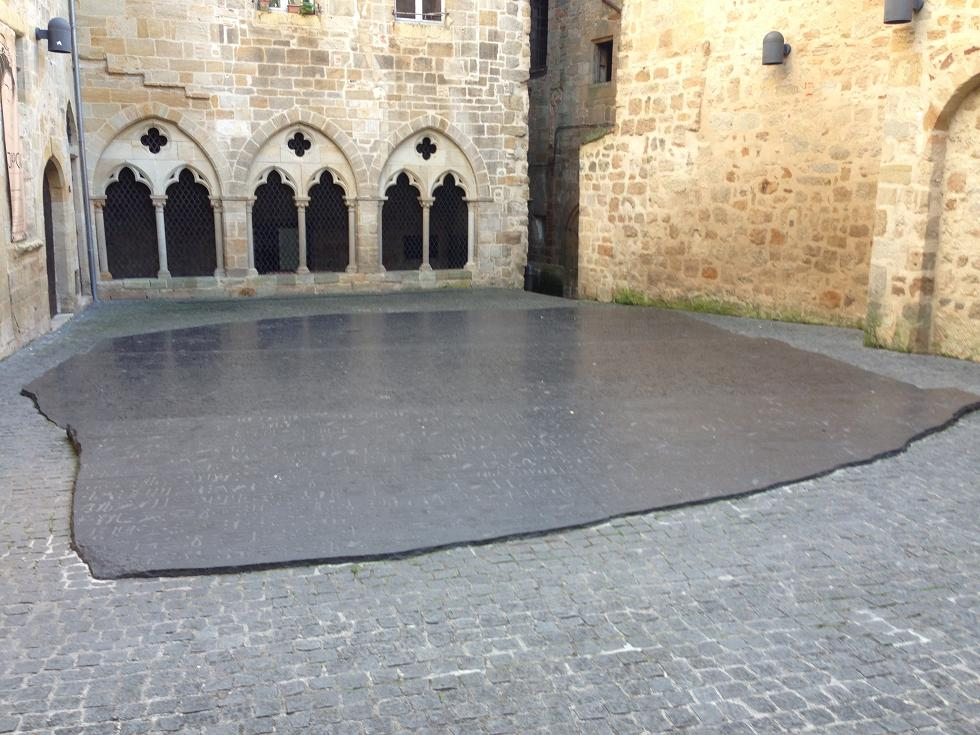
Place des Écritures, con una reproducción de la piedra Rosetta.

## Demografía
| 8338 | 9593 | 10 077 | 9667 | 9549 | 9606 |
| Para los censos de 1962 a 1999 la población legal corresponde a la población sin duplicidades (Fuente: INSEE [Consultar]) |      |        |      |      |      |

## Personalidades ligadas a la comuna
- Jean-François Champollion, egiptólogo y filólogo.
- Jacques-Joseph Champollion, arqueólogo.
- Charles Boyer, actor.

## Ciudades hermanadas
- Roubaix  Francia
- Carrara  Italia
- Huesca  España